# 辽河

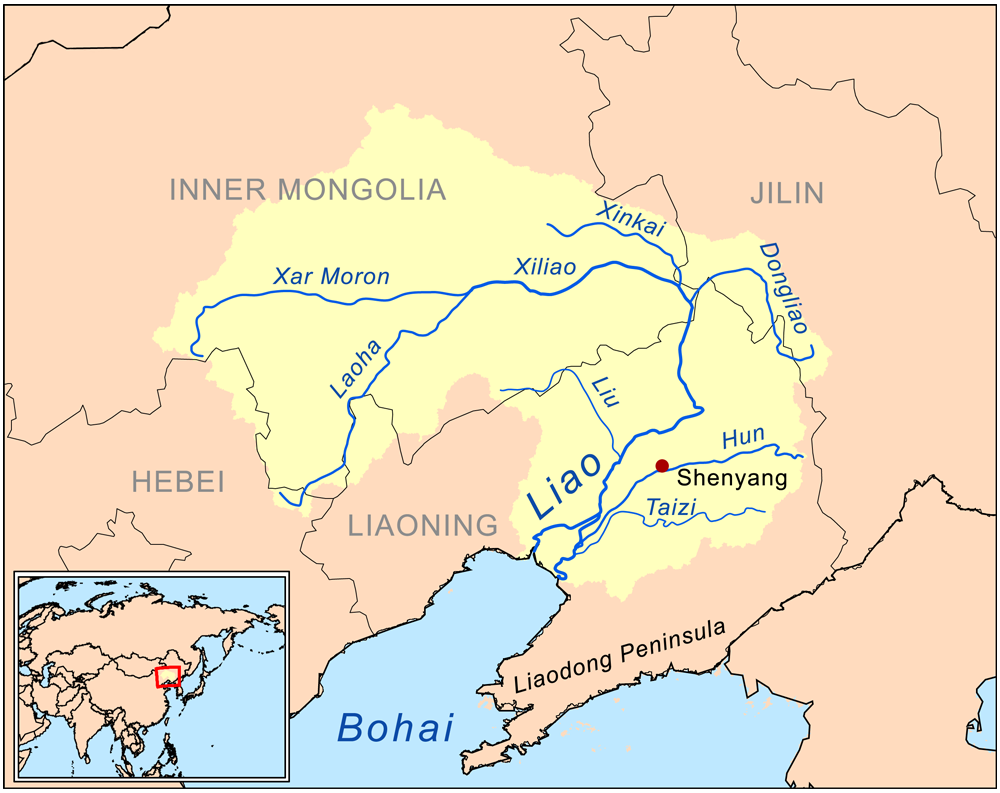
辽河位置图

辽河是中國東北地區南部的一條主要河流，其干流流经内蒙古、吉林和辽宁三省，最后在辽东半岛西侧的辽东湾注入渤海，全长1,345（836英里），流域面积21.9万平方公里。辽河流域以松遼分水嶺为界與北面的黑龍江流域相隔。
辽河的主干为内蒙古境内的西辽河，由南北两个主要支流 合流形成：北支的西拉木伦河发源于大兴安岭以西的蒙古高原，河流源头位于赤峰市克什克腾旗，通过经棚镇与红山子乡之间的山口流过大兴安岭与燕山北部支脉七老图山之间的河谷并继续向东横穿赤峰全境，全长380公里，流域面积3万多平方公里；南支的老哈河发源于河北省平泉市北的七老图山南端北麓（分水岭另一侧是滦河的支流瀑河），向西北流淌之后在翁牛特旗与通辽市开鲁县和奈曼旗之间的交界处和西拉木伦河交汇形成西辽河。西辽河继续向东流经通辽全境，其间又汇集了右岸的教来河和左岸的新开河，在短暂进入吉林省双辽市境内后向南转回到通辽科尔沁左翼后旗境内，然后在内蒙、吉林和辽宁的三省交界处与源於吉林辽源市东辽县辽河源镇附近长白山余脉的東遼河交汇形成辽河主体。辽河随后继续向南，在铁岭市银州区北转而向西南，流经铁岭县和沈阳市沈北新区、法库县、新民县和辽中区后改向南成为辽中和鞍山市台安县之间的界河，然后在台安县达牛镇附近改向西南。在盘锦市盘山县沙岭镇九台子村附近，辽河改向西流穿过盘锦市中心的双台子区和兴隆台区，最后在兴隆台区欢喜岭街道与大洼区赵圈河镇之间的河口湾入海。
在1958年以前，辽河在台安县新开河镇的六间房水文站附近分流成两支，分别是为左岸的外辽河和右岸的双台子河（为清光绪年间为泄洪减流而开凿的人工河），形成三角洲。外辽河在海城、台安县和盘山县交界处附近与其东面的主要支流浑河和太子河合流，其1.5（0.93英里）长的汇流河段俗称“三岔河”，三河向汇后便形成大辽河。大辽河曾是辽河下游的流量主体和主要入海道，起初流向西南，在盘锦大洼区荣兴农场附近折向东南，到辽滨乡和营口市站前区的交界处再回折向西，最后在营口西市区的西北角折转向南出海。因辽河流域下游的地势平坦，潮汐从大辽河口可上溯至三岔河以上。由于浑河、太子河添加的水量太多，导致汛期和渤海发生风暴潮的时候，营口、大洼至海城、台山南部一带地区全都会发生洪灾，影响的人口超过三百万。为了解决水患问题，辽宁省人民委员会在1958年春于六间房水文站附近的外辽河入口进行了彻底截流，将辽河主体的水流完全导向了之前较小的右岸分流双台子河，大辽河从此也与辽河分离成为独立的水系。
辽河冲积形成的平坦的辽河平原自中生代以來一直在逐漸下沉，其右岸有些地方曾是沼澤地，在古代稱為遼澤，以辽泽为界将燕山以东的汉地分为辽东和辽西两个区域。辽河攜帶大量淤泥，水量隨季節變化很大，下游在春季和夏季經常發生洪水，東遼河口以下可供小型船隻通航，每年封凍期約三個月。

## 延伸阅读
[在维基数据编辑]
 《欽定古今圖書集成·方輿彙編·山川典·遼河部》，出自陈梦雷《古今圖書集成》